# Arco facciale
L'arco facciale, anche detto arco di trasferimento, è uno strumento utilizzato in odontoiatria per il corretto rilevamento stereometrico della posizione del mascellare rispetto a predefiniti piani di analisi.
L'arco facciale serve in particolare per poter trasferire queste informazioni dal paziente sito nello studio all'articolatore dentale in dotazione al laboratorio odontotecnico, sul quale ogni lavoro protesico verrà svolto.
La sua funzione risiede nella fondamentale necessità di produrre una protesi dentale che rispetti al massimo la biomeccanica mandibolare, nonostante la complessità della materia.